# Pedro Antonio Ventalló y Vintró
Pedro Antonio Ventalló y Vintró (Tarrasa, 1847-1913) fue un farmacéutico y escritor español.
Natural de Tarrasa, era hermano de José Ventalló y Vintró. Cursó la carrera de Farmacia. Sus poesías recibieron premios en varios certámenes literarios. Así, obtuvo el primer áccesit por su composición poética ¡¡Ruinas!! en los Juegos Florales de Barcelona del año 1868. De igual manera, el Ayuntamiento de su localidad natal le concedió el título de El cantor de Egara, que usó en varios trabajos publicados en revistas y periódicos. Colaboró con la madrileña La América.
Falleció en 1913.

## Obras
Fue autor de, entre otras, las siguientes obras:
- La muller que fa per casa (1868), comedia de costumbres catalanas en tres actos y en verso;
- El Tintorero híbrido de mosto negro, estudio de viticultura escrito en colaboración con Buenaventura Castellet; y
- Los gomeros de Australia en la regeneración forestal de España (1879), tratado de la aclimatación del eucalipto en España.